# رودولف غرامليخ
رودولف غرامليخ (بالألمانية: Rudolf Gramlich)‏ (6 يونيو 1908 – 14 مارس 1988) لاعب كرة قدم ألماني راحل كان يجيد اللعب في خط الوسط .
لعب طوال مسيرته الرياضية في أندية بوروسيا فرانكفورت (1923-1926) فرايبورغ ساخسين (1926-1929) إنتراخت فرانكفورت (1929-1944).
مثل منتخب ألمانيا في 22 مباراة (1931-1936). شارك مع منتخب ألمانيا في بطولة كأس العالم 1934 في إيطاليا حيث احتل المركز الثالث.

## وصلات خارجية
- رودولف غرامليخ على موقع قاعدة بيانات كرة القدم.إي يو (الإنجليزية)
- رودولف غرامليخ على موقع ناشيونال فوتبول تيمز (الإنجليزية)
- رودولف غرامليخ على موقع Soccerway.com (الإنجليزية)
- رودولف غرامليخ على موقع عالم كرة القدم.نت (الإنجليزية)
- رودولف غرامليخ على موقع أوليمبيديا (الإنجليزية)

- هذا سيرة ذاتية